# Keiko Kishi
Pour les articles homonymes, voir Kishi (homonymie).
Keiko Kishi (岸 惠子, Kishi Keiko) est une actrice japonaise née le 11 août 1932 à Yokohama.

## Biographie

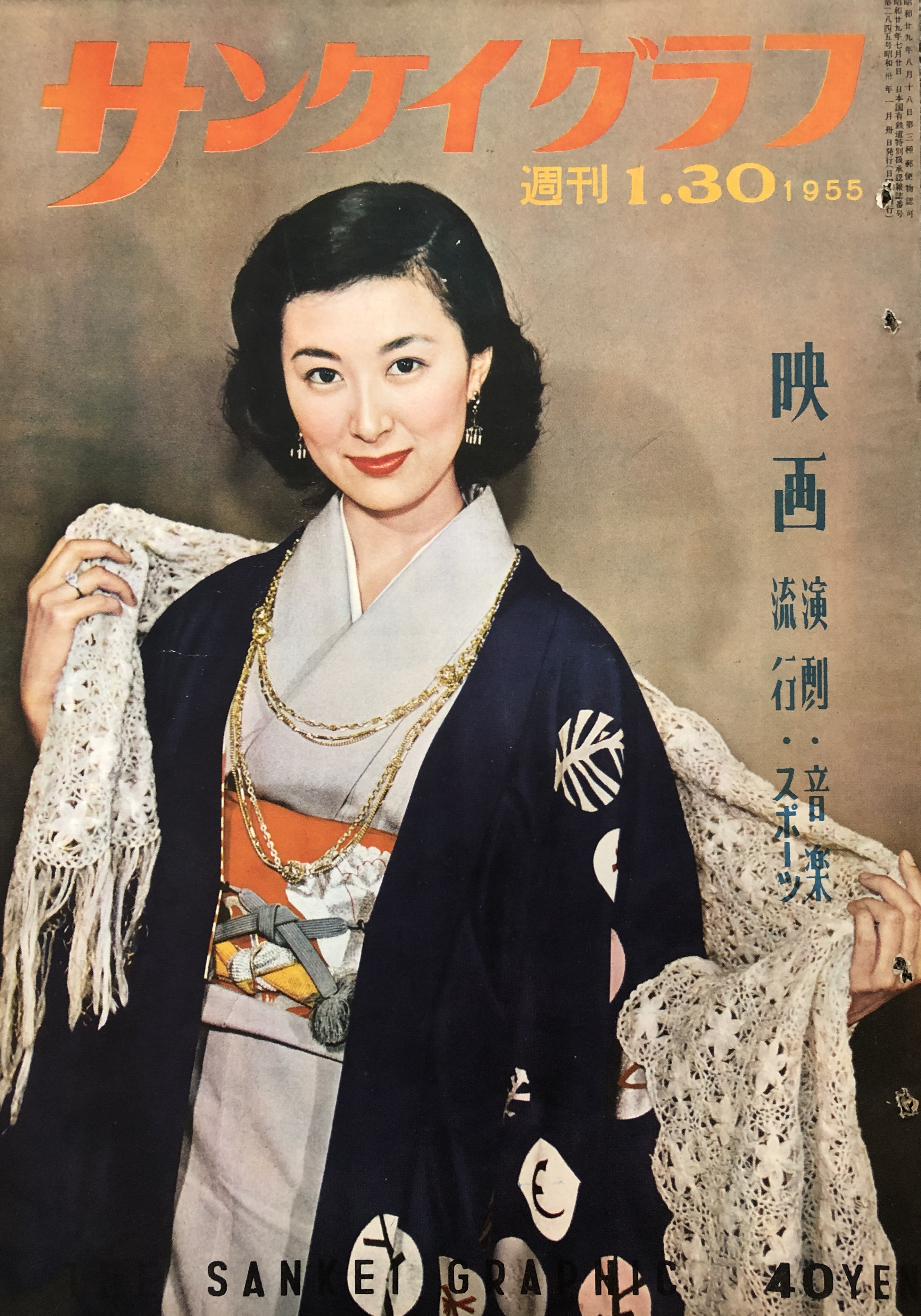
Keiko Kishi en couverture de Sankei Graphic (1955).

Keiko Kishi a été de 1957 à 1975 l'épouse du réalisateur français Yves Ciampi, avec lequel elle a eu une fille, l'artiste et musicienne Delphine Ciampi,.
En 1996, elle est nommée ambassadrice de bonne volonté du Fonds des Nations unies pour la population.
En 2017, elle reçoit le prix Kan-Kikuchi.

## Filmographie partielle

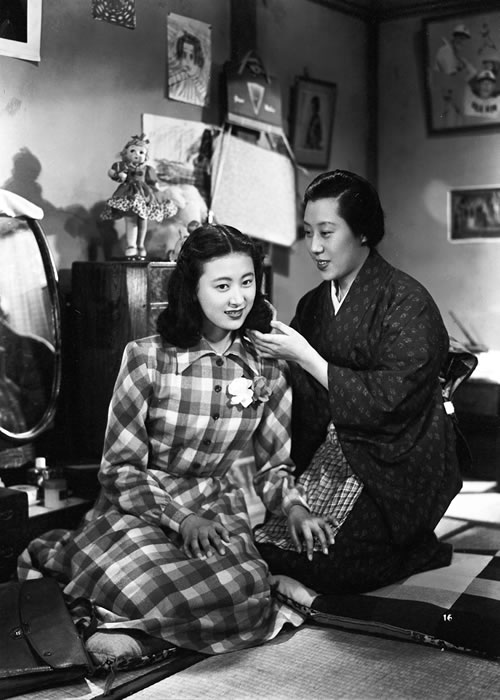
Keiko Kishi et Isuzu Yamada dans Le Plaisir en famille (1951).

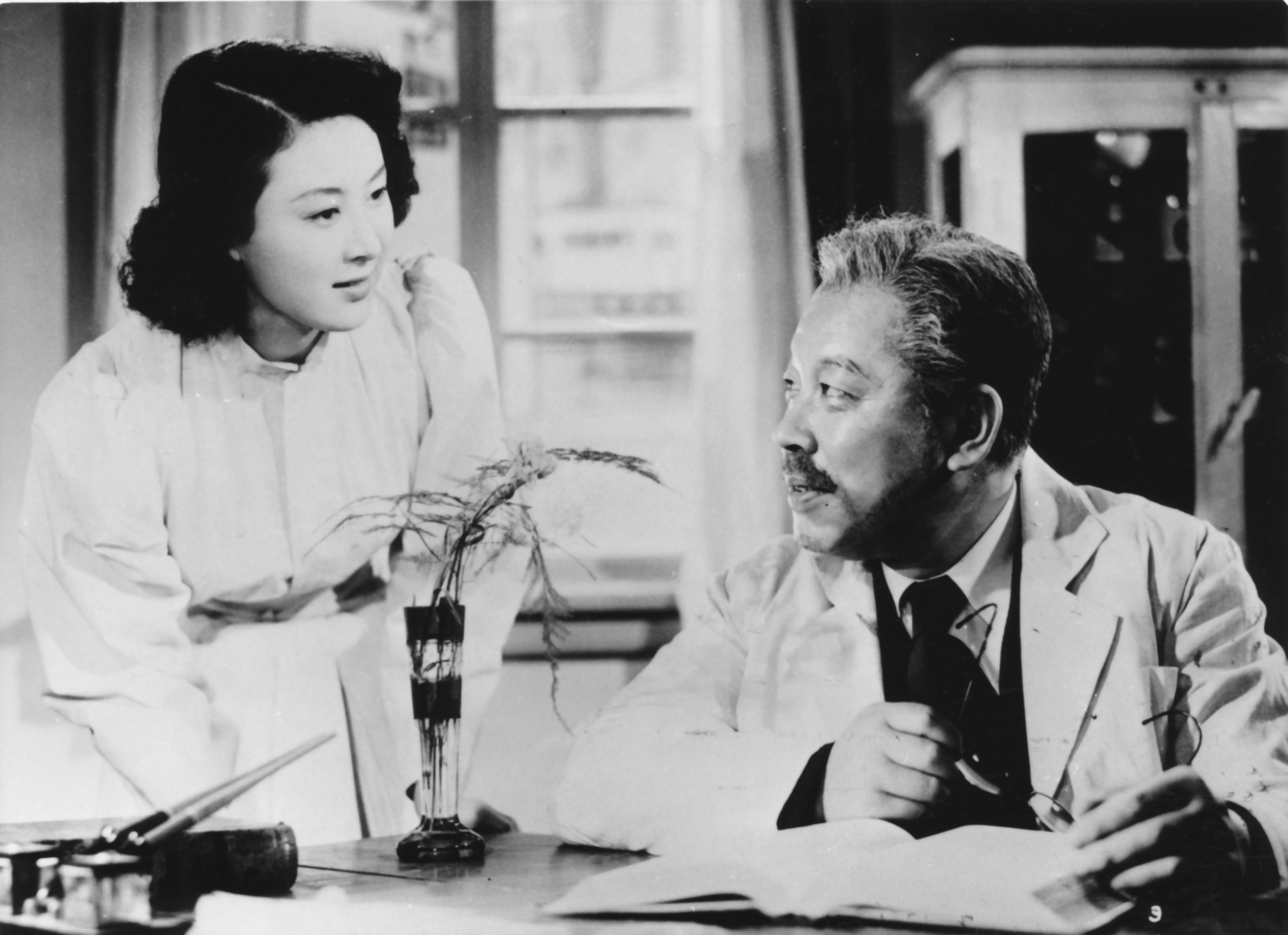
Keiko Kishi et Eijirō Yanagi dans Pas de consultations aujourd'hui (1952).

### Cinéma
- 1950 : La Rue en colère (怒りの街, Ikari no machi?) de Mikio Naruse : la mère de Kumiko
- 1951 : Le Plaisir en famille (我が家は楽し, Waga ya wa tanoshi?) de Noboru Nakamura
- 1952 : Pas de consultations aujourd'hui (本日休診, Honitsu kyūshin?) de Minoru Shibuya : l'infirmière Taki
- 1953 : Quel est ton nom ? (君の名は, Kimi no na wa?) de Hideo Ōba
- 1953 : Le Trône du maître de nô (獅子の座, Shishi no za?) de Daisuke Itō : Osome
- 1954 : Trois amours (三つの愛, Mittsu no ai?) de Masaki Kobayashi
- 1955 : Bōmeiki (亡命記?) de Yoshitarō Nomura
- 1955 : Croissance (たけくらべ, Takekurabe?) de Heinosuke Gosho
- 1956 : Printemps précoce (早春, Sōshun?) de Yasujirō Ozu : Chiyo Kaneko
- 1956 : Je t’achèterai (あなた買います, Anata Kaimasu?) de Masaki Kobayashi : Fudeko Taniguchi
- 1957 : Typhon sur Nagasaki de Yves Ciampi : Noriko Sakurai
- 1957 : Pays de neige (雪国, Yukiguni?) de Shirō Toyoda : Komako
- 1960 : Tendre et folle adolescence (おとうと, Otōto?) de Kon Ichikawa : Gen
- 1961 : Qui êtes-vous Monsieur Sorge ? de Yves Ciampi : Yuki Sakurai
- 1961 : Dix femmes en noir (黒い十人の女, Kuroi jūnin no onna?) de Kon Ichikawa : Ichiko Ishinoshita
- 1962 : Rififi à Tokyo de Jacques Deray : Asami
- 1964 : Kwaidan (怪談, Kaidan?) de Masaki Kobayashi : Yuki (segment La Femme des neiges)
- 1965 : Les Pianos mécaniques de Juan Antonio Bardem : Nora
- 1973 : C'est dur d'être un homme : Mon Torajirô à moi (男はつらいよ 私の寅さん, Otoko wa tsurai yo: Watashi no tora-san?) de Yōji Yamada : Ritsuko Yanagi
- 1974 : Yakuza (The Yakuza) de Sydney Pollack : Eiko Tanaka
- 1975 : Les Fossiles (化石, Kaseki?) de Masaki Kobayashi : femme (Mort)
- 1977 : La Ballade du diable ou La Ritournelle du démon (悪魔の手毬唄, Akuma no temari-uta?) de Kon Ichikawa
- 1978 : La Reine des abeilles (女王蜂, Joōbachi?) de Kon Ichikawa : Hideko Kamio
- 1979 : Chasseurs des ténèbres (闇の狩人, Yami no karyudo?) de Hideo Gosha : Omon
- 1980 : L'Ancienne Capitale (古都, Koto?) de Kon Ichikawa
- 1983 : Les Quatre Sœurs Makioka (細雪, Sasame-yuki?) de Kon Ichikawa : Tsuruko Makioka
- 2001 : La Mère (かあちゃん, Kah-chan?) de Kon Ichikawa : Okatsu
- 2002 : Le Samouraï du crépuscule (たそがれ清兵衛, Tasogare Seibei?) de Yōji Yamada : Ito Iguchi vieille
- 2007  : Kamikaze : Assaut dans le Pacifique` (俺は、君のためにこそ死ににいく, Ore wa, kimi no tame ni koso shini ni iku?) de Shinjo Taku

### Télévision
- 1964 : Vol 272 : Miki
- 1969 : Les Chevaliers du ciel (saison 3 - Épisode 8) : Mika

## Distinctions
Sauf indication contraire, les informations mentionnées dans cette section peuvent être confirmées par la base de données cinématographiques IMDb,  présente dans la section « Liens externes ».

### Décoration
- 2011 : Commandeur de l'ordre des Arts et des Lettres. Décoration remise par Frédéric Mitterrand à Tokyo le 15 juillet 2011[4],[5]

### Récompenses
- 1955 : prix de la meilleure actrice pour Bōmeiki à l'Asia-Pacific Film Festival
- 1961 : prix Blue Ribbon de la meilleure actrice pour Tendre et folle adolescence[6]
- 1961 : prix Mainichi de la meilleure actrice pour Tendre et folle adolescence[7]
- 1991 : Prix Kinuyo Tanaka[8],[9]
- 2001 : Nikkan Sports Film Award de la meilleure actrice pour La Mère[10]
- 2002 : prix de la meilleure actrice pour La Mère aux Japan Academy Prize[11]
- 2017 : prix Kan-Kikuchi[3]

### Sélections
- 1978 : prix de la meilleure actrice pour La Ballade du diable aux Japan Academy Prize[12]
- 2003 : prix de la meilleure actrice dans un second rôle pour Le Samouraï du crépuscule aux Japan Academy Prize[13]

### Vidéothèque
- Keiko Kishi, une femme libre, documentaire de Pascal-Alex Vincent, 2023[14]